# Yewá
Yewá es una de las deidades de la religión yoruba. En la santería sincretiza con Nuestra Señora de los Desamparados (30 de octubre), patrona de Valencia, la Virgen de Monserrate y Santa Clara de Asís, mientras en el candomblé brasileño es sincretizada con Nuestra Señora de las Nieves y Santa Lucía de Siracusa. 
Orisha mayor perteneciente al Panteón yoruba, considerada como un "ángel de la guarda" y puede coronarse en la ceremonia de Kari Osha, estos a diferencia de los menores que no se coronan.

## Resumen
En tierra Yoruba de África Occidental entre Nigeria y la República de Benín (el origen de esta deidad), Yewa es una de los Orisas asociadas con el rio. Su rio, con el mismo nombre, corre paralelo con el litoral en Nigeria hasta desembocar en la laguna de Lagos. Ella tiene que ver con la fertilidad entre parejas. Sus sacerdotes y sacerdotisas usan ropa de tela blanca. Y sus devotos no deben comer nada del agua. 
En la Santería Cubana, a Yewa (o Yeguá en la ortografía cubana) la convirtieron en la dueña de la sepultura, está entre las tumbas y los muertos y vive dentro del féretro que está en el sepulcro. Yewá es la Orisha dueña del cementerio y ampliamente ligada a la muerte. Su culto procede de Dahomey y vivió en Egwadó. Habita el cementerio, es la encargada de llevar los eggun a Oyá y es la que baila sobre sus tumbas. Su nombre proviene del Yorùbá Yèwá (Yeyé: madre - Awá: nuestra). Adorada principalmente en las casas de Santiago de Cuba, donde se entrega como Orisha tutelar y sus hijos gozan de gran prestigio como adivinos y se mantienen en la más rígida austeridad.  
En presencia de yewa hay que guardar la compostura y nadie puede desnudarse (para cambiar la ropa del medio) no se puede hablar de amores ni realizar muestras afectivas, tampoco se puede pelear, ni tan siquiera hablar o comportarse con rudeza.

## El Orisha
Representa la soledad, la contención de los sentimientos, la castidad femenina, la virginidad y la esterilidad. Se viste con un vestido rosado. La saya ancha se ata a la cintura con un cinturón del mismo material. Lleva una corona decorada con muchos caracoles. Yewa forma parte principal de las Iyamis (brujas) como patrona y dueña de ellas. Es muy dulce y severa al mismo tiempo por su carácter estricto al igual que Oduduwa. No le gusta que sus hijos sean indecisos y tienen que llevar una vida limpia y estricta como lo es ella. No le gustan los errores  a pesar de que no existe la perfección, ella exige sus hijos lo sean.

## Familia
Hija de Ogun y Obbá, hermana de Babalú Ayé, aunque siempre conservó su virginidad.Se considera que Sango  tuvo relaciones con Yewá.

## Ofrendas
Se le ofrenda pescado entomatado, gofio con pescado y pelotas de maní. Los animales que se le inmolan deben ser jóvenes, hembras y vírgenes. Sus Ewe son los mismos de Oyá.

## Rezo
YEWA Ale olu ologbo suje odu kala Olula Agbo luduou dogo sodi. Yeguá orí masó ohí kara okú olá yoko ada babá . iba yeyé Ogún ode, Ogún odo ilé aguá are olokoleri . ilé tutu aña tuto anto da ofún ori ma guá. Ayó

## Características de sus hijos
Son dominantes severos y exigentes. Suelen ser moralistas por demás y aborrecen las relaciones carnales, que están más allá de sus posibilidades prácticas.

## Sincretismo
| St. Católicos | Kimbisa | Mayombe                       | Abakuá | Brillumba                     | Arará            | Iyesá | Gangá |
| Ntra Señora de los Desamparados Ntra Señora de Monserrate Sta Clara de Asís Sta Rosa de Lima Virgen de los Dolores | (?)     | Batolonqui Muanalugue Mpanqui | (?)    | Batolonqui Muanalugue Mpanqui | Yewá Afiririmako | Yewá  | (?)   |

## Diloggun
En el diloggún habla por Irosso (4), Okana (1) y Osá (9).

## Caminos
1. Binoyé.
2. Ibu Adeli Odobi.
3. Ibu Osado.
4. Ibu Averika Oyorikan.
5. Ibu Akanakan.
6. Ibu Shaba.